# Выгодский, Давид Исаакович
Давид Исаакович Выгодский (22 сентября [4 октября] 1893, Гомель — 27 июля 1943, Карагандинский ИТЛ) — советский литературовед-испанист и переводчик.

## Биография
Давид Исаакович Выгодский родился в Гомеле в семье банковского служащего Айзика Лейбовича (Исаака Львовича) Выгодского, который погиб четырьмя годами позже. Воспитанием ребёнка, его шестилетнего брата Льва и двухлетней сестры Эсфири занималась мать, Двося Яковлевна. После гибели отца они жили в семье дяди — Симхи Лейбовича (Семёна Львовича) Выгодского, одним из восьмерых детей которого был будущий психолог Лев Выготский. Кроме обязательных в гимназии немецкого, французского, латинского языков, дома дети изучали древнееврейский, английский, древнегреческий.
По окончании гимназии в Гомеле с золотой медалью (1912) продолжил учёбу на историко-филологическом факультете Петербургского университета. В качестве критика начал активно печататься с 1914 года. В гомельской газете «Полесье» вёл постоянную рубрику «Письма из Петрограда». Наибольшее количество статей в 1914—1917 годах опубликовал в журнале «Летопись» и газете «Новая жизнь», издававшихся М. Горьким.
Окончил романо-германское отделение Петроградского университета. По окончании университета вернулся в Гомель, где провёл несколько лет во время Гражданской войны. Выпустил сборник стихов «Земля» (1922).
В 1922 году вернулся в Петроград, где работал в издательстве «Всемирная литература», занимался переводами в Иностранном отделе Петроградского отделения Госиздата, сотрудничал в журналах «Россия» и «Звезда». После ликвидации издательства «Всемирная литература» Выгодский перешёл в Гослитиздат, а затем, с 1934 года работал редактором в издательстве «Художественная литература».
Давиду Выгодскому посвятил своё стихотворение «На Моховой семейство из Полесья» Осип Мандельштам (написано в 1924—1925 годах в соавторстве с Бенедиктом Лившицем):
На Моховой семейство из Полесья

Семивершковый празднует шабаш.

Здесь Гомель — Рим, здесь папа — Шолом Аш

И голова в кудрявых пейсах песья.

Из двух газет — о чудо равновесья! —

Два карлика построили шалаш

Для ритуала, для раввинских каш —

Испано-белорусские отчесья.

Семи вершков, невзрачен, бородат,

Давид Выгодский ходит в Госиздат

Как закорючка азбуки еврейской,

Где противу площадки брадобрейской,

Такой же, как и он, небритый карл,

Ждет младший брат — торговли книжной ярл.

На протяжении 1920—1930-х годов перевёл «Голем» Майринка и ещё около 20 романов французских, испанских, немецких и латиноамериканских писателей, не считая многочисленных поэтических произведений, был активным участников Испано-Американского общества, объединившего большую группу поэтов и переводчиков. В 1929 году издал книгу «Литература Испании и Латинской Америки». В 1934 году принимал участие в работе Первого съезда писателей СССР.
Арестован 14 февраля 1938 года по «делу переводчиков». Обвинялся по ст. 58-8 УК РСФСР (террористический акт), 58-10 (антисоветская агитация и пропаганда), 58-11 (организационная деятельность, направленная к совершению контрреволюционного преступления). За подсудимого в ходе процесса ходатайствовали видные деятели искусства, такие как Юрий Тынянов, Борис Лавренёв, Константин Федин, Михаил Слонимский, Михаил Зощенко и Виктор Шкловский. Постановлением Особого Совещания при НКВД СССР от 23 июля 1940 года был осужден к пяти годам исправительно-трудовых лагерей. Н. А. Заболоцкий вспоминал: «Дав. Ис. Выгодского, честнейшего человека, талантливого писателя, старика, следователь таскал за бороду и плевал ему в лицо». Последнее письмо, отправленное Выгодским жене из лагеря, было датировано 22 июля 1943 года. Скончался в заключении 27 июля 1943. Реабилитирован 25 марта 1957 года.
Архив Выгодского уцелел во время блокады Ленинграда и был размещен в Публичной библиотеке.

## Адрес в Ленинграде
- Моховая ул., дом 9, кв. 1

## Семья
- Жена — Эмма Иосифовна Выгодская (1897—1949), писательница.
  - Сын — Исаак Давидович Выгодский (1922—1992), юрист.
- Младшие брат и сестра — Лев Исаакович Выгодский (?—1934) и Эсфирь Айзиковна (Исааковна) Выгодская (15 апреля 1895 — ?).
- Двоюродный брат — Лев Семёнович Выготский (1896—1934).